# Сундаланд
Сундаланд е биогеографски регион на Югоизточна Азия включващ Малайския полуостров и източната част на Малайския архипелаг включваща островите Ява, Суматра и Борнео, малки острови в близост и Филипинските острови. Източната граница на Сундалад представлява Линията на Уолъс. Тази линия е описана от Алфред Уолъс и маркира източната граница на азиатската бозайникова фауна. Тя определя и границите между индомалайската и австралазийската екозони. Източно от тази линия е разположена Уоласеа, част от Австралазия.
Сундаланд включва острови от Югоизточна Азия и плиткия шелф, който при отдръпването на водата през ледниковите епохи остава над водната повърхност. Така се създава естествен мост посредством, който днешните острови биват населени от различни видове бозайници като носорози, маймуни, тигри и тапири. Линията на Уолъс маркира края на плиткия континентален шелф и представлява естествина граница за навлизането на азиатските бозайници в посока Австралия.
Северната част на Сундаланд представлява мастото на възникване на австронезийските езици. Макар че островите се обитават от хора от преди 50 000 години то носителите на тези езици са населили района преди около 10 000 години идвайки от Тайван.